# Eulalia Lucio

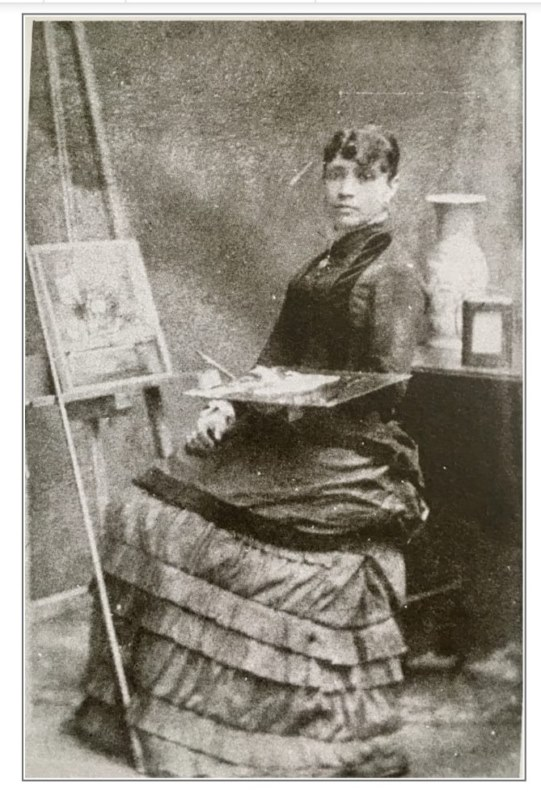
Retrato fotográfico de Eulalia Lucio, Autoría desconocida

Eulalia Lucio Ortega (Ciudad de México, 12 de febrero de 1854 - id., c. 1900) fue una artista decimonónica mexicana quien, tras el interés y exposición de su padre en las obras de Agustín Arrieta y otros costumbristas, se vio expuesta y motivada a participar en el mundo del arte ofreciendo una mirada femenina al interiorismo y la banalidad de los objetos destacando en el género de naturaleza muerta.

## Biografía
Eulalia María Josefa Joaquina Felipa Lucio Ortega nació el 12 de febrero de 1854 en Ciudad de México, cuarta de los once hijos de Isidora Ortega Villar y el médico y coleccionista Rafael Lucio Nájera, escritor centrado en torno al arte mexicana en los siglos XVII y XVIII. El gusto de su padre por las obras de Arrieta y otros costumbristas generó en ella el interés y la curiosidad por desarrollarse en el campo artístico. Inició realizando copias de diversas piezas, perfeccionando su técnica hasta aplicarse en su estilo y temáticas propias. Su padre fue prestador de su colección a la Academia.
Contrajo matrimonio el 17 de junio de 1887 con Agustín Hernández Martínez .
Su talento se distingue ante el detalle de sus dibujos y sus participaciones dentro de la Academia de San Carlos, con obras como Bodegón con frutas, sandía y huevos, expuesta en 1886. Destaca en el género de naturaleza muerta, capturando piezas de la cotidianidad como en sus piezas presentadas en La Exposición Universal de París en 1889, Naturaleza muerta con objetos de cocina y Objetos de caza.
Sus pinturas retrataban imágenes de interiores, objetos del día a día como alimentos, herramientas de bordado, vestimentas, trastes y animales, trabajando su técnica en el realismo del ambiente. A pesar de su llamativa habilidad para el desarrollo de distintos géneros, perduraba en el costumbrismo y las escenas de hogar.

## Mujeres en La Academia de San Carlos

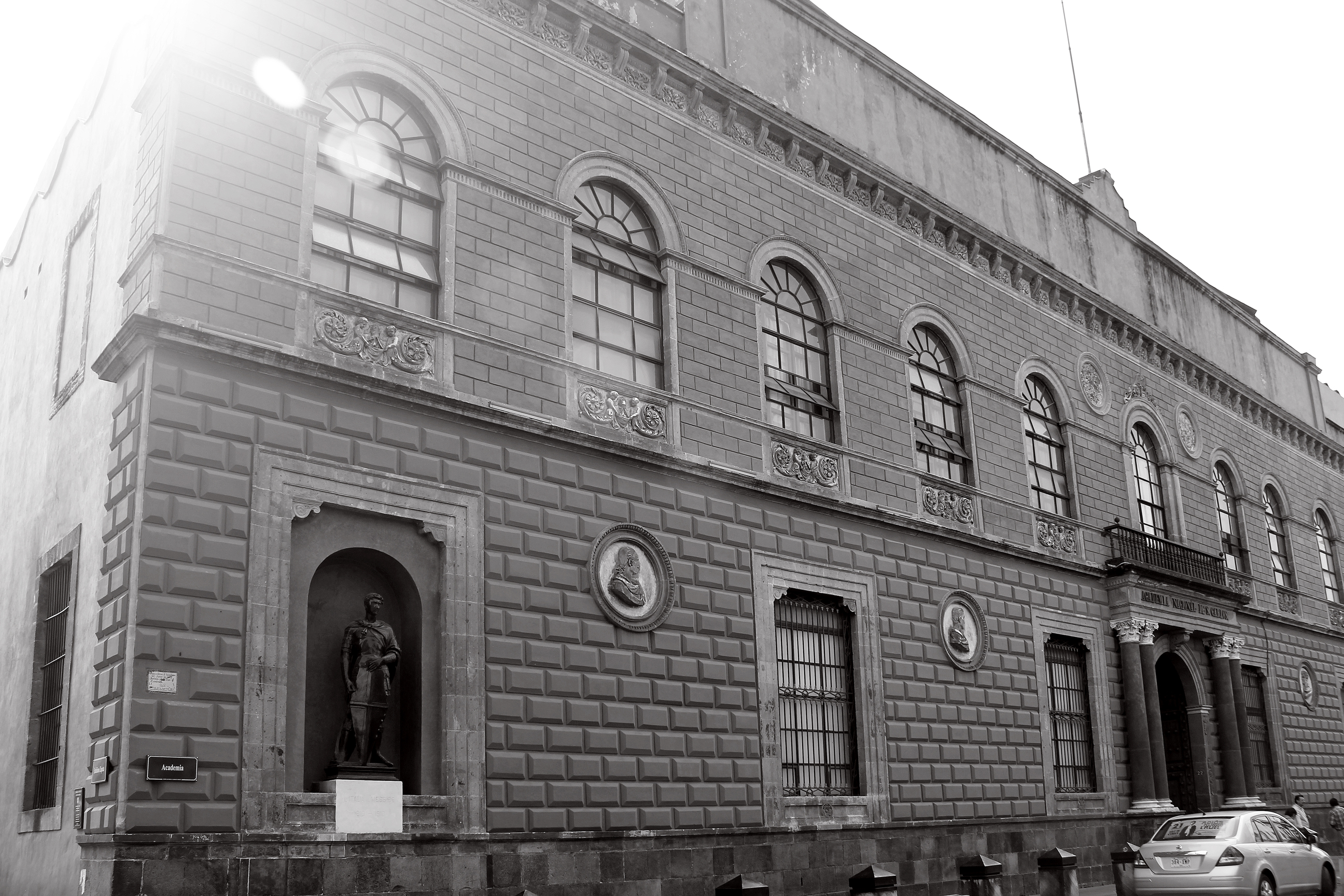
Fachada de la Academia de San Carlos.

Desde 1781 la Academia de San Carlos se concibe como gran fuente en la institucionalización de las artes en México. Ejerciendo la enseñanza y los ideales de las academias europeas a través de un modelo liberal y antimonárquico, destacando los valores nacionales que surgieron de la guerra de independencia.
A pesar de que uno de los objetivos de la Academia era fomentar la diversidad y la participación como derecho de todos los ciudadanos de la Nueva España, estas condiciones no se llevaban así en la práctica. Dado que no se estipulaba de manera expresa el derecho de entrada para las mujeres sencillamente se omitía. No fue hasta 1886 que existió la instrucción para el goce e ingreso de las mujeres.
Previo a su ingreso en la Academia las mujeres podían aprender prácticas técnicas en clases particulares, de manera autodidacta o en instituciones centradas en la educación y cultura. El valor femenino tanto en exposiciones como en la realización de obras implicaba no solo un desarrollo individual sino colectivo, entendiéndose como la contribución femenina al arte en México, así como una apertura a un nuevo panorama de competencias y aspiraciones. Implicó la apropiación de un nuevo espacio de la vida pública.
La mayoría de las mujeres trabajaban a partir de la realización de copias, sin embargo, había fuertes impulsos para inclinarse hacía la obra propia. Los géneros de elección eran el religioso, paisajes y animales, retratos, naturaleza muerta y costumbrismo.

## Obras
Eulalia se volvió gran muestra del realismo, desarrollándose ampliamente en el género de naturaleza muerta. Sus obras concentraban imágenes de interiores, objetos del día a día como alimentos, herramientas de bordado, vestimentas, trastes y animales, trabajando su técnica en el realismo del ambiente. A pesar de su llamativa habilidad para el desarrollo de distintos géneros, perduraba en el costumbrismo y las escenas de hogar.
Exploró en sus piezas la cotidianidad del mexicano, explotando un género menor a partir de cualidades simbólicas para describir críticamente sobre el constreñimiento físico y moral, las tensiones sexuales entre hombres y mujeres, así como los roles femeninos experimentados al interior de las clases porfirianas acomodadas.
Actualmente gran parte de su obra forma parte del acervo privado del Banco Nacional de México (Banamex), este es accesible al público mediante exposiciones temáticas y conmemorativas que se organizan de manera frecuente.

### Exposición Universal de París, 1889
- Naturaleza muerta con objetos de cocina.[2]

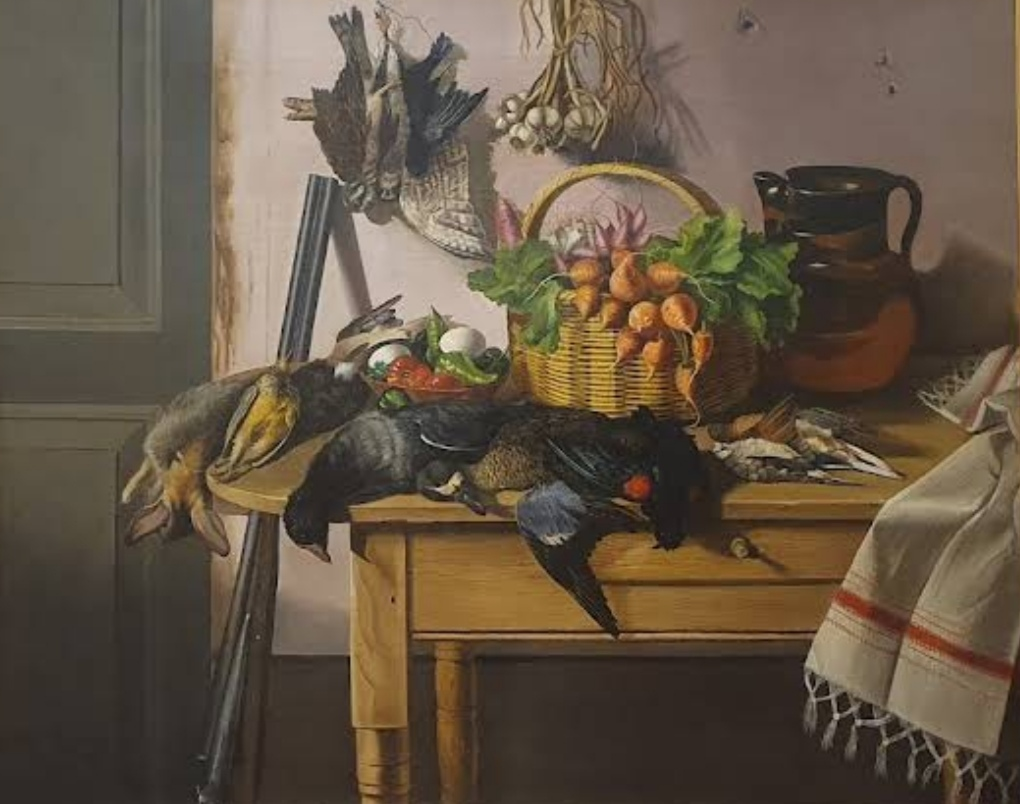
Naturaleza muerta con objetos de cocina, Colección Banamex, Ciudad de México

En esta pieza observamos una mesa de madera donde ubicamos diversos objetos y alimentos que aluden a la caza, compra o recolección de alimentos para la cena. De derecha a izquierda podemos ver un zarape, una jarra, un canasto con vegetales como rábanos, ajos, hortalizas y acelgas, también vemos un plato con chiles y huevo seguido por un conjunto de cuerpos de aves y roedores recién cazados pues detrás de los mismos tenemos un rifle de caza. 
- Objetos de caza.[2]

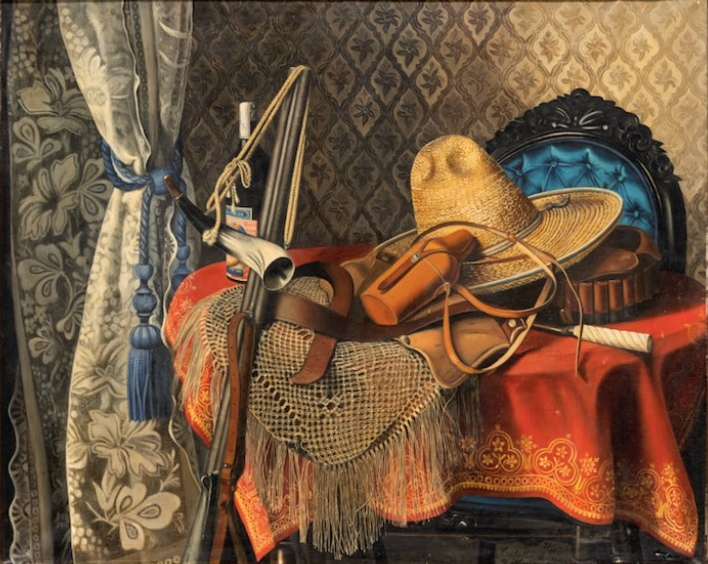
Objetos de caza, Colección Banamex, Ciudad de México

Esta escena presenta, como su nombre lo indica, un conjunto de objetos de caza ubicados en un ambiente hogareño. Al lado derecho apreciamos una cortina floreada con un lazo azul, de fondo decora un tapiz claro con un patrón de figuras. Decora la escena una silla de tapiz azul y una meza con mantel rojo. Sobre la meza ubicamos los objetos de caza, botella de vino, carrilleras, fuete, cantimplora y sombrero, así como un rifle recargado con cuerno.